# Gillian Condy

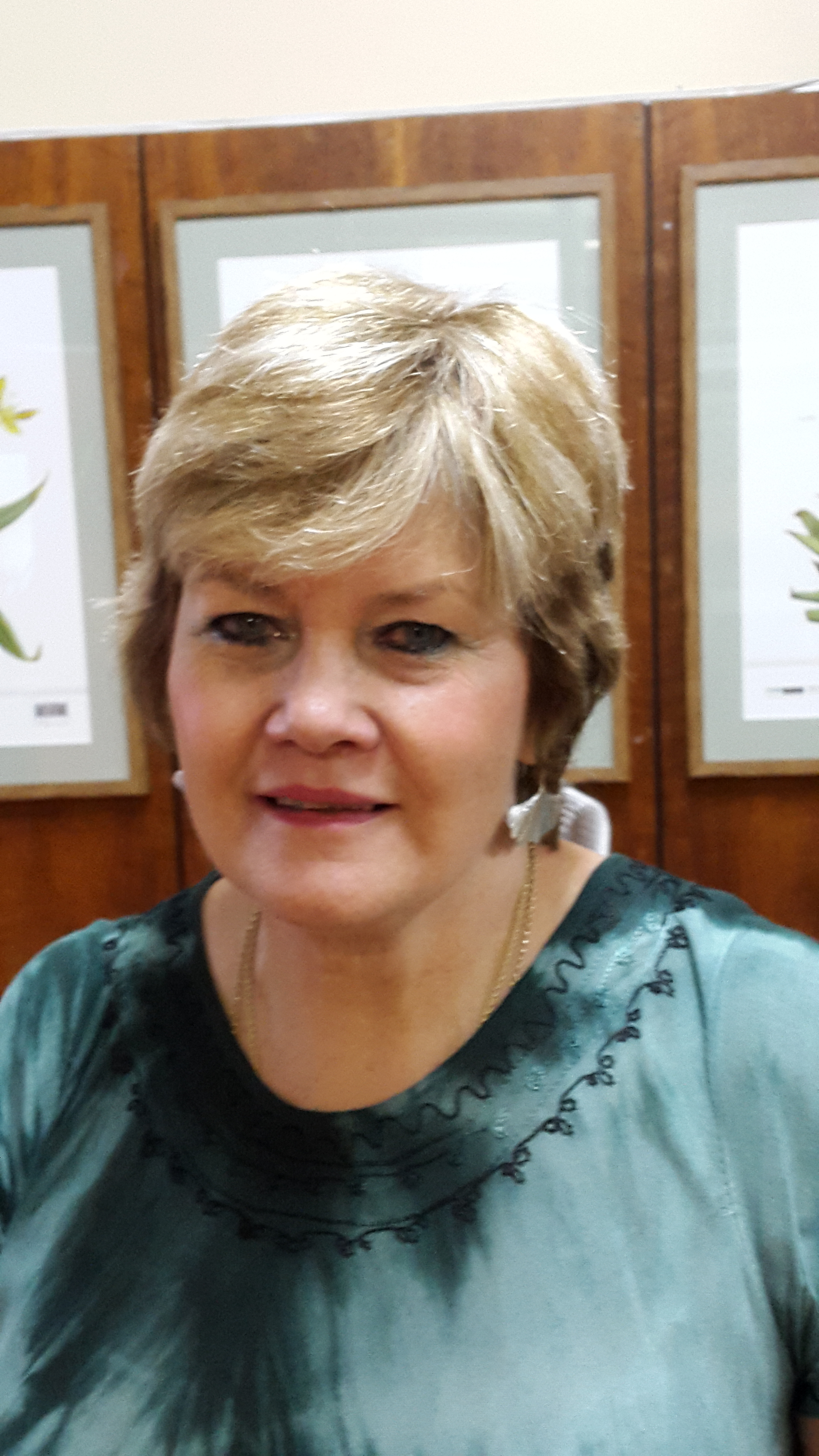
Gillian Condy

Gillian Condy, sinh ngày 5 tháng 12 năm 1952 tại Nairobi, là một nghệ sĩ vẽ thực vật người Nam Phi. Bà đã minh họa hơn 200 đĩa cho các loài thực vật có hoa của châu Phi, đã đóng góp cho nhiều ấn phẩm khác nhau của Viện thực vật quốc gia Nam Phi và 8 đĩa cho tạp chí Curtis’s Botanical Magazine. Bà đã minh họa hai cuốn sách của Charles Craib, Geophytic Pelargoniums (2001) và cỏ lô hội ở Veld Nam Phi (2005). Bà cũng đóng góp vào phần tiểu sử trong cuốn sách Nghệ thuật thực vật Nam Phi: Lột vỏ các cánh hoa (2001).
Bà sinh ra ở Kenya, là con gái nhỏ nhất trong ba người con gái của Thomas Roy Condy và Phyllis Mary Poulton, và sống thời thơ ấu của mình ở Uganda, nơi tình yêu của bà dành cho châu Phi và các thực vật của lục địa này đã phát triển. Bà đã tốt nghiệp tại Đại học Bách khoa Middlesex ở Luân Đôn với tư cách là một nhà minh họa lịch sử tự nhiên và lấy bằng Thạc sĩ nghệ thuật từ trường Cao đẳng Nghệ thuật Hoàng gia cho một dự án mang tên "Cây độc của Anh".
Bà trở về châu Phi làm việc cho bảo tàng Phuthadikobo tại Mochudi ở Botswana với Dịch vụ tình nguyện quốc tế và dành hai năm để làm việc đó trước khi chuyển đến Lobatse. Năm 1983, bà trở thành nghệ sĩ thực vật thường trú với Viện Thực vật Quốc gia ở Pretoria. Bà đã giữ mối quan hệ của mình với Botswana thông qua việc thiết kế 13 bộ tem bưu chính cho quốc gia này từ năm 1982.

## Giải thưởng
Bà đã được trao tặng huy chương vàng của Royal Horticultural Society và năm 1990 đã được trao giải thưởng Jill Smythies từ Hiệp hội Linnean Luân Đôn. Năm 1992, bàô nhận được giải thưởng Thiết kế tem của năm Beeld cho Trái cây hoang dã ăn được của Bophuthatswana và vị trí thứ hai vào năm 1993 cho cây keo. Các tác phẩm của bà đã được trưng bày trên toàn thế giới trong hơn 60 cuộc triển lãm.